# مسعود پاکدل
مسعود پاکدل (زاده ۱۳ تیر ۱۳۵۰ در اصفهان) عکاس و برنامه‌ساز ایرانی است. وی برادر حسین پاکدل و مهدی پاکدل می‌باشد.

## زندگی‌نامه
کار اصلی او عکاسی و برنامه‌سازی تلویزیون است. او کارشناس عکس در معاونت پرورشی وزارت آموزش و پرورش مابین سال‌های ۷۱ تا ۷۳ بوده‌است. همکاری در زمینه عکس با سازمان صدا و سیما، معاونت هنری وزارت فرهنگ و ارشاد اسلامی و سازمان سینمایی کشور و مرکز هنرهای نمایشی از دیگر فعالیت‌های اوست. برنامه‌سازی برای سازمان صدا و سیما از سال ۷۲ و همکاری در راه اندازی سیمای بامدادی و شبکه سوم سیما سال ۷۳ از جمله همکاری‌های او با صدا و سیما می‌باشد.

## سوابق کاری
- داور عکس سی امین جشنواره بین‌المللی تاتر فجر (۱۳۹۰)[۶][۷]
- دبیر عکس نخستین جشنواره بین‌المللی هنرهای اسلامی تهران (۱۳۹۰)[۸]
- مدیر تالار وحدت تهران (۱۳۹۰)[۹][۱۰][۱۱]
- معاون تولید بنیاد رودکی (۱۳۸۹)[۱۲]
- داور مسابقه عکس سوره (۱۳۸۹)
- داور مسابقه دانشجویی عاشورایی (۱۳۸۷)
- داور مسابقه عکس نگاه (شهرداری تهران) (۱۳۸۵)

## فعالیت‌های تلویزیونی
- دستیار تهیه‌کننده مجموعه اینجا ایران است در ۱۳۶ قسمت برای شبکه جام جم (۱۳۷۶)
- کارگردانی و ساخت ۱۵۶ قسمت برنامه موسیقی فیلم برای شبکه تهران (۱۳۷۷)
- کارگردانی و ساخت ۲۶ قسمت برنامه دنیای سینما برای شبکه تهران (۱۳۷۸)
- کارگردانی و ساخت ۲۶ قسمت برنامه یک فیلم، یک بررسی برای شبکه خبر (۱۳۷۹)
- کارگردانی و ساخت ۳۰ قسمت برنامه برای شبکه استانی اصفهان (۱۳۷۹)

## فعالیت‌های عکاسی
| نام اثر                                 | کارگردان       | نوع اثر      |
| --------------------------------------- | -------------- | ------------ |
| در مصر برف نمی‌بارد                      | علی رفیعی      | نمایش        |
| کلفتها                                  | علی رفیعی      | نمایش        |
| سوگ سیاوش                               | پری صابری      | نمایش        |
| مجلس شبیه در ذکر مصائب استاد نوید ماکان | بهرام بیضایی   | نمایش        |
| شب هزارو یکم                            | بهرام بیضایی   | نمایش        |
| دندون طلا                               | داود میرباقری  | نمایش        |
| پرده عاشقی                              | داود میرباقری  | نمایش        |
| گوریل پشمالو                            | اکبر زنجانپور  | نمایش        |
| سه خواهر و ایوانف                       | اکبر زنجانپور  | نمایش        |
| هملت                                    | مجید جعفری     | نمایش        |
| انتیگونه                                | مجید جعفری     | نمایش        |
| نوبت دیوانگی                            | هادی مرزبان    | نمایش        |
| خروس ، پل و اسبها                       | محمد رحمانیان  | نمایش        |
| شوکران                                  | بهروز افخمی    | فیلم سینمائی |
| دختران خورشید                           | مریم شهریار    | فیلم سینمائی |
| بدون اجازه                              | مرتضی هرندی    | فیلم سینمائی |
| در امتداد شهر                           | علی عطشانی     | فیلم سینمائی |
| کهنه سوار                               | اکبر خواجویی   | سریال        |
| شیدایی                                  | اکبر خواجویی   | سریال        |
| شلیک نهایی                              | محسن شاه محمدی | سریال        |
| شبحی در تاریکی                          | محسن شاه محمدی | سریال        |
| برادر مرگ                               | محسن شاه محمدی | سریال        |
| قصه شب سیما                             |                | ۱۵۰ قسمت     |
| این زمینی‌ها                             | مسعود شامحمدی  | سریال        |
| مختارنامه                               | داود میرباقری  | سریال        |

## فعالیت‌های اجرائی
- مجری طرح سریال رسانه ای شاهگوش (۱۳۹۲)[۱۴]
- مجری طرح سریال مستند حیات خانه ما (مانی میر صادقی)

## آثار
- سردبیر چهار دوره کاتالوگ و بولتن روزانه جشنواره بین‌المللی تاتر فجر ۱۳۸۱ و ۱۳۸۲و ۱۳۸۷و ۱۳۸۸
- سردبیر کاتالوگ و بولتن جشنواره عروسکی تهران (۱۳۸۲)
- سردبیر کاتالوگ و بولتن جشنواره تئاتر سنتی تهران (۱۳۸۲)
- همکاری در آماده‌سازی تاریخ مصور تئاتر ایران
- همکاری با تیم تهیه کتاب سال سی (تاریخ مصور ایران از ابتدای سال۱۳۵۷ تا ۱۳۸۷)

## جوایز و افتخارات
- دریافت تندیس بهترین عکاس تئاتر از بیست و یکمین جشنواره بین‌المللی تاتر فجر (۱۳۸۱)[۹][۱۱]
- دریافت تندیس بهترین عکاس تئاتر از بیست و دومین جشنواره بین‌المللی تاتر فجر (۱۳۸۲)[۹][۱۱]
- حضور در نمایشگاه انفرادی عکس تئاتر در مولهایم آلمان ۲۰۰۲
- حضور در نمایشگاه گروهی عکس بهار ایرانی در پاریس۲۰۰۳
- حضور در نمایشگاه عکس سریال مختارنامه در تالار وحدت ۱۳۸۹[۱۵]
- حضور در نمایشگاه عکس سریال مختار نامه در شهرهای نجف اشرف، کربلا، اصفهان، یزد، گرگان، ساری و مشهد
- حضور در نمایشگاه عکس دو نگاه در گالری راه ابریشم ۱۳۹۱[۱۶] ۱۳۹۱
- حضور فعال در نمایشگاه سالانه تصویر سال به مدت ده سال پیاپی